# Gregory Sporleder
Pour les articles homonymes, voir Sporleder.
Gregory Sporleder, né le 14 avril 1964 à Saint-Louis, (Missouri, États-Unis), est un acteur américain.
Il est principalement connu pour avoir joué des militaires dans des films tels que Rock, La Chute du faucon noir ou Opération Shakespeare.

## Biographie

### Carrière
Gregory Sporleder est diplômé de la University City Senior High School de University City, près de Saint-Louis, dans le Missouri.
Il obtient son premier rôle dans Un monde pour nous en 1989, aux côtés de John Cusack.
En 1994, il apparaît dans le clip All I Wanna Do de Sheryl Crow pendant plusieurs mois, jusqu’à la nomination de Sheryl Crow pour un Grammy Award. À cette époque, la partie où Sporleder apparaît fut coupée. La vidéo avec Sporleder est diffusée dans le monde entier pendant un certain temps.
Il enchaîne ensuite les seconds rôles dans des films comme Une équipe hors du commun, réalisé par Penny Marshall ou True Romance réalisé par Tony Scott, ainsi que dans des épisodes de Murphy Brown et New York Police Blues.
En 1996, il joue des seconds rôles importants dans deux blockbusters : Rock (dans le rôle du capitaine Frye) et Twister (dans le rôle de Willie).
Durant les 15 années suivantes, Gregory Sporleder joue des petits rôles dans Dans la peau de John Malkovich, La Chute du faucon noir, S.W.A.T. unité d'élite, La Grande Arnaque, Palace pour chiens et 17 ans encore.
Il décroche ensuite le rôle de Calvin Norris, le père de Crystal et Felton Norris dans la série télévisée True Blood.

### Vie privée
Son épouse depuis 2001 se prénomme Megan.

## Filmographie

### Cinéma
- 1989 : Cold Justice de Terry Greene : un policier
- 1989 : Un monde pour nous (Say Anything…) de Cameron Crowe : Howard
- 1990 : Les Arnaqueurs (The Grifters) de Stephen Frears : le marin fou
- 1992 : Roadside Prophets d’Abbe Wool : un député
- 1992 : Une équipe hors du commun (A League of Their Own) de Penny Marshall : Mitch Swaley
- 1993 : Une belle emmerdeuse (Trouble Bound) de Jeffrey Reiner : Irwin
- 1993 : True Romance de Tony Scott : un client au fast food
- 1993 : Fatal Instinct de Carl Reiner : un homme au tribunal
- 1994 : Opération Shakespeare (Renaissance Man) de Penny Marshall : le soldat Melvin
- 1994 : Le voleur d’âmes ou Peur panique (Mind Ripper ou The Outpost) de Joe Gayton : Rob
- 1996 : Twister de Jan de Bont : Willie
- 1996 : Rock (The Rock) de Michael Bay : le capitaine Frye (VF : Patrick Borg)
- 1997 : The Fanatics ou Fumbleheads de Marc Lasky : Johnny DelFino
- 1997 : Men with Guns ou Hombres armados de John Sayles : Richard Lucas
- 1998 : I Woke Up Early the Day I Died d’Aris Iliopulos : le responsable des prêts
- 1998 : La Ferme, une comédie bio (en) (At Sachem Farm ou Higher Love ou Trade Winds ou Uncorked) de John Huddles : Tom
- 1998 : Clay Pigeons de David Dobkin : Earl
- 1999 : Collège Attitude (Never Been Kissed) de Raja Gosnell : Romano, l’entraîneur
- 1999 : Dans la peau de John Malkovich (Being John Malkovich) de Spike Jonze : un homme ivre, au bar
- 2000 : G-Men from Hell de Christopher Coppola : l’homme-guépard
- 2001 : Wooly Boys (en) de Leszek Burzynski : le shérif député Orville Spratt
- 2001 : La Chute du faucon noir (Black Hawk Down) de Ridley Scott : Scott Galantine (VF : Axel Kiener)
- 2003 : S.W.A.T. unité d'élite (S.W.A.T.) de Clark Johnson : le voleur no 1
- 2004 : La Grande Arnaque (The Big Bounce) de George Armitage : Frank Pizzarro (VF : Constantin Pappas)
- 2009 : Palace pour chiens (Hotel for Dogs) de Thor Freudenthal : ACO Dooley
- 2009 : 17 ans encore (17 Again) de Burr Steers : un scout de l’Ohio
- 2010 : Love & Vengeance d’Alano Massi (court métrage)
- 2010 : The Crazies de Breck Eisner : Travis Quinn

### Télévision

#### Téléfilms
- 1990 : Un enfant pour Noël (The Kid Who Loved Christmas) d’Arthur Allan Seidelman : un vendeur
- 1994 : Service des urgences (State of Emergency) de Lesli Linka Glatter : Larry
- 1996 : Andersonville, le camp de la mort (Andersonville) de John Frankenheimer : Dick Potter
- 2000 : Point limite (Fail Safe) de Stephen Frears

#### Séries télévisées
- 1992 : On the Air, série créée par David Lynch et Mark Frost, diffusée sur ABC : un saxophoniste (dans l’épisode 7)
- 1994 : Murphy Brown, série créée par Diane English, diffusée sur CBS : Tadeus (dans l’épisode 22 de la sixième saison : “The Tip of the Silverburg”)
- 1995 : New York Police Blues (NYPD Blue), série créée par Steven Bochco et David Milch, diffusée sur ABC : Edmond Burke (dans l’épisode 19 de la deuxième saison : « Tout feu, tout flamme » (“Boxer Rebellion”))
- 1996 : La Vie à tout prix (Chicago Hope), série créée par David E. Kelley et diffusée sur CBS : Bobby Trenkwada (dans l’épisode 9 de la troisième saison : « L’ami en question » (“Divided Loyalty”))
- 1997 : Gun, série créée par James Sadwith et diffusée sur ABC : le shérif (dans l’épisode 5 : « Le Pacte » (“The Hole”))
- 1998 : Friends, série créée par Marta Kauffman et David Crane, diffusée sur NBC : Larry (dans l’épisode 7 de la cinquième saison : « Celui qui emménage » (“The One Where Ross Moves In”))
- 1999 : Le Drew Carey Show (The Drew Carey Show), série créée par Drew Carey et Bruce Helford, diffusée sur ABC : Wally (dans l’épisode 2 de la cinquième saison : « Le match des Brown » (“Drew Goes to the Browns’ Game”))
- 1999 : Deux privés à Vegas (en) (The Strip), série créée par Alfred Gough et Miles Millar, diffusée sur UPN (dans l’épisode 4 : “Winner Takes It All”)
- 2001 : Temps mort (Dead Last), série diffusée sur The WB : Ruby (dans l’épisode 2 : « Et que ça saute » (“Heebee Geebee’s”))
- 2002 : Smallville, série créée par Alfred Gough et Miles Millar, diffusée sur The WB : Kyle Tippet (dans l’épisode 11 de la première saison : « Une poigne d’enfer » (“Hug”))
- 2002 : 24 heures chrono (24), feuilleton créé par Joel Surnow et Robert Cochran, diffusé sur la FOX : Dave (dans l’épisode 2 de la deuxième saison : « 9h00 - 10h00 » (“Day 2: 9:00 A.M.-10:00 A.M.”))
- 2003 : La Caravane de l'étrange (Carnivàle), série créée par Daniel Knauf et diffusée sur HBO : le père du bébé mort (dans l’épisode 1 de la première saison : « Sur la route de Milfay » (“Milfay”))
- 2005 : La Petite Maison dans la prairie (Little House on the Prairie ou Laura Ingalls Wilder’s Little House on the Prairie), mini-série créée par David L. Cunningham et diffusée sur ABC : M. Edwards
- 2009 : Monk, série créée par Andy Breckman et diffusée sur USA Network : Kenneth Nichols (dans l’épisode 2 de la huitième saison : « Monk et l’homme qui venait d’Afrique » (“Mr Monk and the Foreign Man”))
- 2010 : Mentalist (The Mentalist), série créée par Bruno Heller et diffusée sur CBS : Terence Badali (dans l’épisode 11 de la deuxième saison : « Promo 95 » (“Rose-Colored Glasses”))
- 2010 : True Blood, série créée par Alan Ball et diffusée sur HBO : Calvin Norris (dans 6 épisodes de la troisième saison)
- 2011 : Memphis Beat, série créée par Joshua Harto et Liz W. Garcia, diffusée sur TNT : Jeffrey Gibbs (dans l’épisode 2 de la deuxième saison : “Inside Man”)
- 2011 : American Horror Story, série créée par Ryan Murphy et Brad Falchuk, diffusée sur FX : Peter McCormick (dans l’épisode 10 de la première saison : « L’Aveu » (“Smoldering Children”))
- 2014 : Criminal Minds (Esprits Criminels), série créée par Jeff Davis, diffusée sur CBS : Sam Caplan (dans l'épisode 20 de la saison 9 : "Blood Relations" - "Histoires de Familles")